# Pánamerikanizmus
A pánamerikanizmus az Amerikai Egyesült Államokban a 19. század vége felé keletkezett politikai és gazdasági mozgalom, amelynek célja, hogy az összes amerikai köztársaságokat az Unió befolyása alá vonja. E cél elérésére időnként pánamerikai kongresszusokat szoktak tartani.

## Kongresszusok és konferenciák
- 1826 Panama. Congreso Anfictiónico de Panamá (Panamai kongresszus).Simón Bolívar szervezte meg.
- 1847–1848 Congreso de Lima
- 1856–1857 Congreso de Santiago
- 1864-1864 Congreso de Lima
- 1889/90 Washington D.C. International Conference of American States. Április 14-ét, a találkozó napját, 1930 óta Pánamerika napjaként ünneplik meg.
- 1901/2 Mexico City
- 1906 Rio de Janeiro
- 1910 Buenos Aires
- 1923 Santiago, Chile
- 1928 Havanna
- 1933 Montevideo
- 1936 Buenos Aires (Békekonferencia)
- 1938 Lima
- 1942 Rio de Janeiro (külügyminiszterek konferenciája)
- 1948 Bogotá
- 1949 az Office of Latin American Education, megalapítása (később felvette az Organization of Ibero-American States nevet)
- 1954 Caracas
- 2. Latin-amerikai Nevelésügyi Kongresszus, Quito
- 1967 Buenos Aires
- 1969 Viña del Mar
- 2005 Panamaváros, Panama – Congreso de Escritores y Escritoras de Centroamérica
- 2006 Panamaváros, Panama – Szervezte Martín Torrijos panamai elnök – Latin American and Caribbean Congress in Solidarity with Puerto Rico’s Independence